# Gala de Nouvel An de CCTV
 (février 2013).
Si vous disposez d'ouvrages ou d'articles de référence ou si vous connaissez des sites web de qualité traitant du thème abordé ici, merci de compléter l'article en donnant les références utiles à sa vérifiabilité et en les liant à la section « Notes et références ».
Le gala de Nouvel An de CCTV (en chinois, 中国中央电视台春节联欢晚会 ; pinyin : Zhōngguó zhōngyāng diànshìtái chūnjié liánhuān wǎnhuì) est une émission de spectacles de la Télévision centrale de Chine (CCTV).  Grandiose et fort colorée, retransmise par satellite tout autour du monde, elle est regardée par des centaines de millions de téléspectateurs de par le monde. Ce spectacle, qui marque le Nouvel an chinois, comporte plusieurs parties comprenant du théâtre, des acrobaties, de la danse, des chansons et de la musique. Le gala se déroule dans la Salle de spectacle N°1 du China Media Group Headquarters depuis 1998.

## Lien
- Gala du Nouvel An 2010 de CCTV
- Le site officiel de CCTV en français